# John Ward (compositeur)
Pour les articles homonymes, voir John Ward et Ward.
John Ward, né à Canterbury vers 1571 et mort en 1638, est un compositeur anglais.

## Biographie
Né à Canterbury, John Ward est choriste à la cathédrale de Canterbury. Il semble être resté à Canterbury jusqu'au moins en 1607, puis s'être installé à Londres, où il est au service de Henry Fanshawe (en) comme musicien.
La famille Fanshawe semble avoir employé plus d'une personne du nom de John Ward (si cela est le cas, l'autre était peut-être le père du compositeur), ce qui rend certains détails de la vie du compositeur difficiles à établir. Une étape importante dans sa carrière est la publication de son premier ensemble de madrigaux en 1613, imprimé par Thomas Snodham (en) et dédié à son protecteur. Sa production comprend au moins une complainte pour Henri-Frédéric Stuart, prince de Galles, qui est en bons termes avec Fanshawe.
Sir Henry meurt en 1616. Son fils aîné et héritier, Thomas Fanshawe, accorde moins d'importance à l'aspect musical créatif de la famille selon le Dictionary of National Biography.
Ward se marie et a au moins cinq enfants. Des documents indiquent qu'il possède des propriétés à Ilford, Essex, où il meurt en 1638.
Ward compose des madrigaux, des pièces pour consort de violes de gambe, des services et des cantiques. Ses madrigaux sont remarquables pour leurs textes délicats, leurs lignes mélodiques étendues et leur originalité.

## Œuvres, éditions et enregistrements
First Set of English Madrigals of three, four, five, and six parts, apt both for Viols and Voices ; with a mourning song, in memory of Prince Henry. Newly composed by John Ward. 1613 Edition: ed Fellowes, EM 19 1922, 1968 (rev).

### Enregistrements
- 1982 complete : Consort of Musicke (en), Anthony Rooley, (Decca, deux 33t; commercialisés sur CD par Australian Eloquence 2010). The First Set of English Madrigals ; Four Fantasies for Viols[2].
- Sélection de 1988 avec trois madrigaux non publiés et non enregistrés (Hyperion)
- Madrigals and Fantasias, The Consort of Musicke. Anthony Rooley, director. 1994?  Columns Classics WGPS 070981.
- Consort Music for Five and Six Viols - Phantasm (en) (Linn 2009)